# Amblypodia hainana
Amblypodia hainana är en fjärilsart som beskrevs av Crowley 1900. Amblypodia hainana ingår i släktet Amblypodia och familjen juvelvingar. Inga underarter finns listade i Catalogue of Life.